# Fonds régional d'art contemporain de Champagne-Ardenne
 (septembre 2013).
Si vous disposez d'ouvrages ou d'articles de référence ou si vous connaissez des sites web de qualité traitant du thème abordé ici, merci de compléter l'article en donnant les références utiles à sa vérifiabilité et en les liant à la section « Notes et références ».
Créé en 1984, le FRAC Champagne-Ardenne pour Fonds régional d'art contemporain qui agit en faveur de la création et de la promotion de l'art contemporain. À l'instar des autres FRAC dans chacune des régions françaises, il a pour vocation la constitution et la diffusion d'une collection d'œuvres d'art contemporain, la programmation et la réalisation d'expositions temporaires, l'édition, et l'organisation d'actions de sensibilisation à l'art contemporain pour le public le plus large possible.
Depuis 1990, le FRAC Champagne-Ardenne est installé dans l'aile droite de l'ancien collège des Jésuites de Reims, rue Gambetta (Reims). 

## La collection
La collection du FRAC Champagne-Ardenne, dont est composée de près de 800 œuvres  (peinture, sculpture, photographie, dessin, vidéo, son, installation...).

### Diffusion de la collection
Le FRAC Champagne-Ardenne organise régulièrement des expositions ambitieuses sur tout le territoire régional dans lesquelles sont notamment présentées les œuvres de sa collection. Par le biais de prêts d'œuvres, il contribue également tout au long de l'année à de nombreuses expositions en région, mais aussi en France et à l'étranger, participant ainsi largement au rayonnement culturel de la Champagne-Ardenne.
Les manifestations organisées par le FRAC en région sont conçues en partenariat avec des établissements culturels et patrimoniaux, des établissements scolaires ou d'enseignement supérieur, des médiathèques, des hôpitaux... Ces expositions sont l'occasion de concevoir des projets innovants, qui tiennent à la fois compte des réalités artistiques et de la grande variété des publics, afin de développer une diffusion "participative" de la collection.
Le Frac participe à l'animation nationale WE Frac : 
- En 2016 : Lecture par Georges-André Vuaroqueaux et Charlemagne Ganashine, musique de Antoine Letellier et Jimmy Varini, décoration murale par Meris Angioletti[2].
- et au Festival Reims Scènes d'Europe.

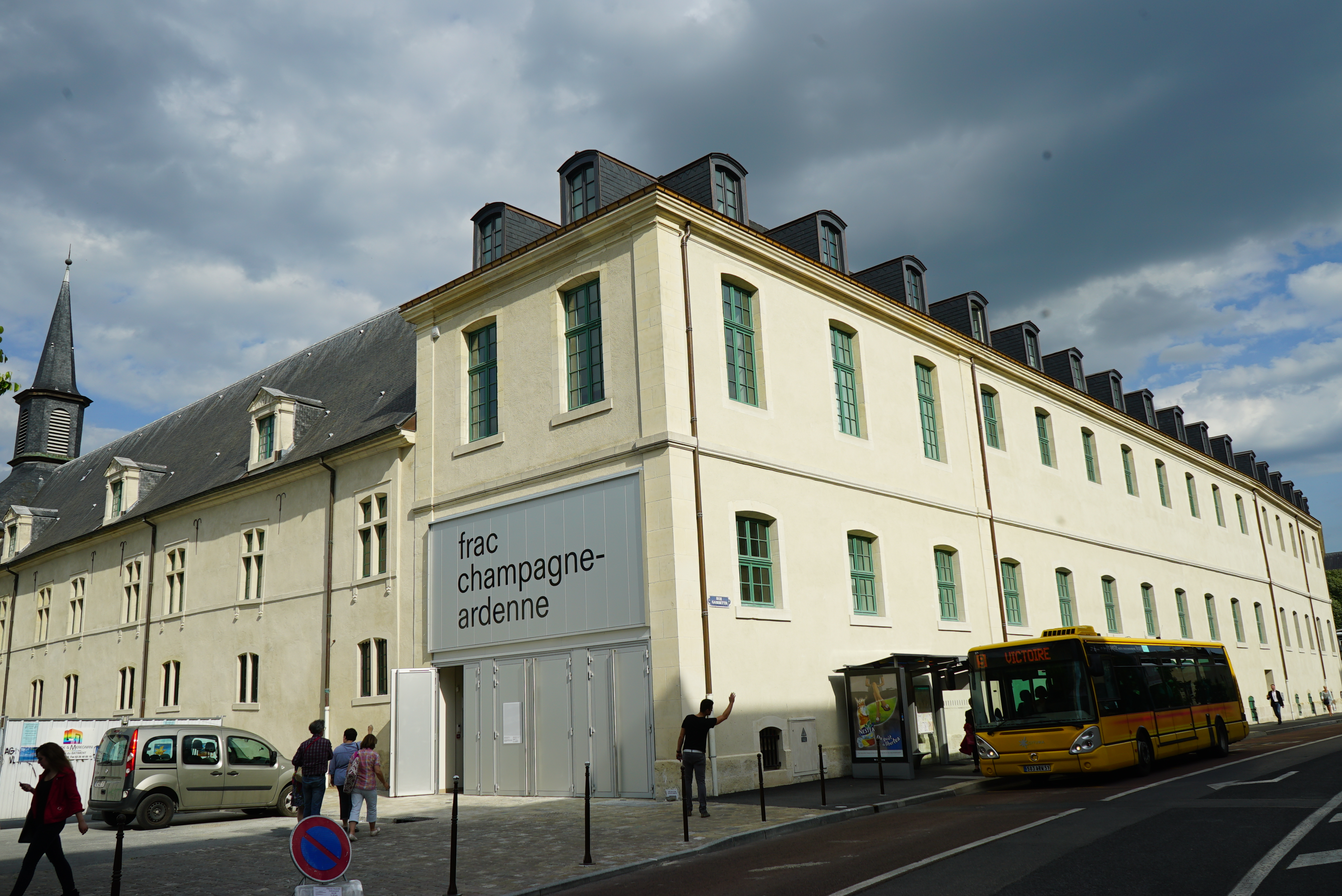
Entrée du FRAC Champagne-Ardenne dans l'Ancien Collège des Jésuites de Reims.
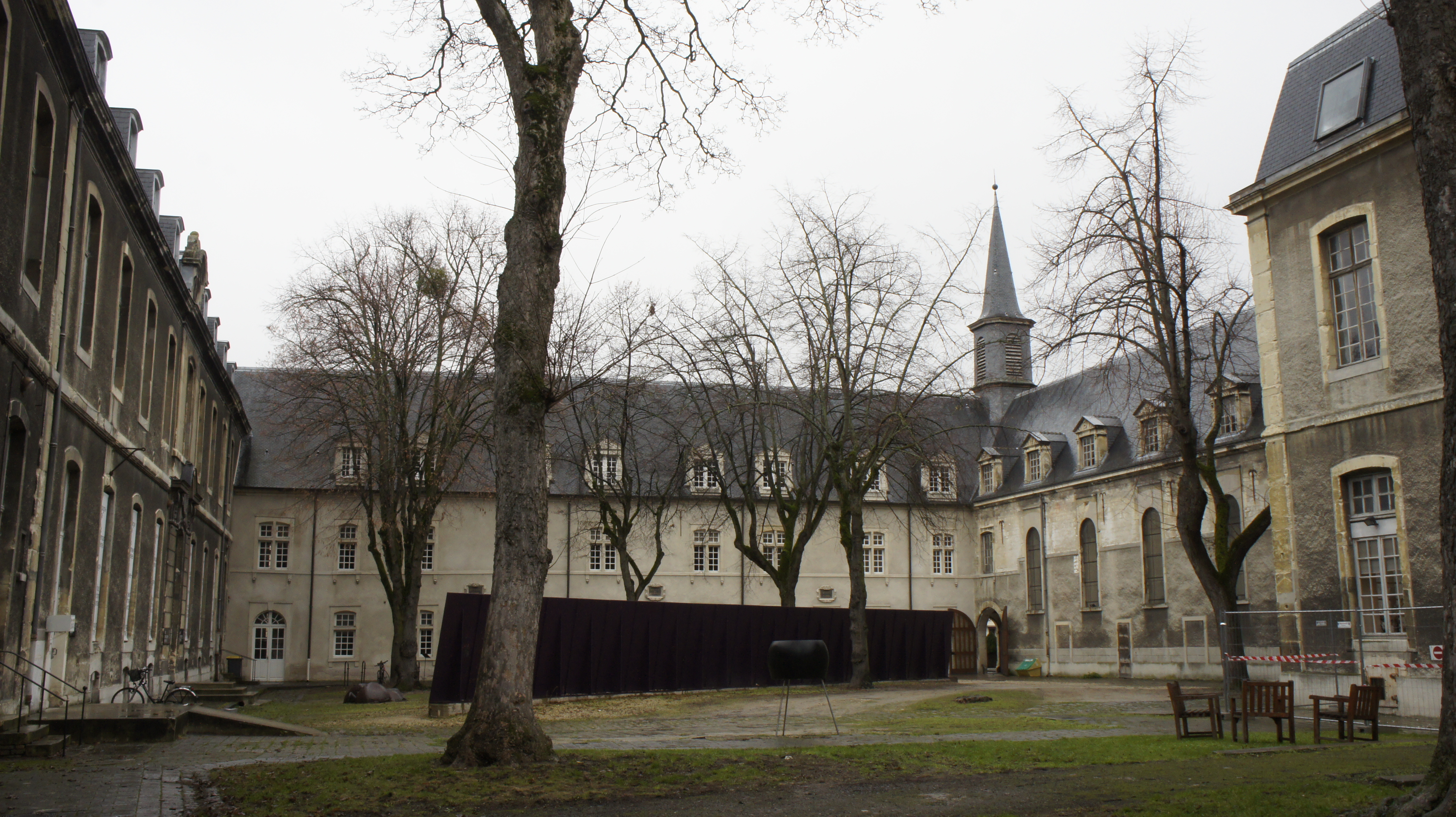
La cour, l'entrée à gauche, une œuvre au centre avant les travaux de 2015.
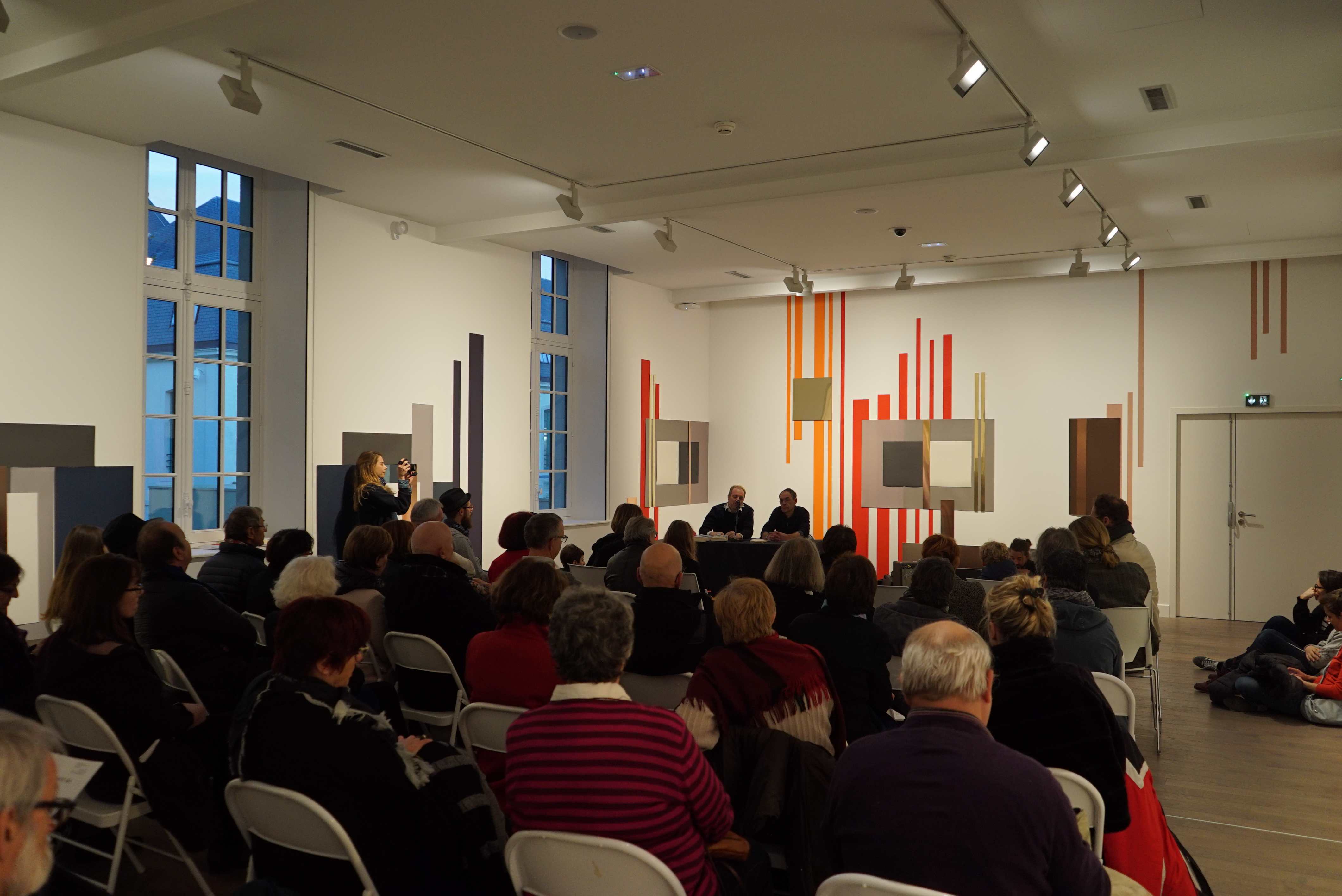
WE frac de 2016.